# Stanislav Seman
Stanislav Seman (Kassa, 1952. augusztus 8. –) olimpiai bajnok csehszlovák válogatott szlovák labdarúgókapus.

## Pályafutása

### Klubcsapatban
Pályafutását is itt kezdte a Lokomotíva Košice csapatában. 1972 és 1974 között a Dukla Banská Bystrica kapuját védte, majd visszatért a Lokomotívához, ahol egészen 1984-ig játszott. 1984 és 1987 között a ciprusi Néa Szalamína játékosa volt.

### A válogatottban
1980 és 1982 között 15 alkalommal szerepelt a csehszlovák válogatottban és 13 gólt szerzett. Részt vett az 1980-as Európa-bajnokságon, az 1982-es világbajnokságon és tagja volt az 1980-ban olimpiát nyerő válogatott keretének is.

## Sikerei, díjai
Lokomotíva Košice
- Csehszlovák kupa (2): 1976–77, 1978–79

Csehszlovákia
- Európa-bajnoki bronzérmes (1): 1980
- Olimpiai bajnok (1): 1980